# خدای من، خدای من، چرا مرا به‌حال خود رها کردی؟
خدای من، خدای من، چرا مرا به‌حال خود رها کردی؟ (انگلیسی: My God, my God, why hast Thou forsaken me?) عبارتی است که در کتاب‌های عهد عتیق، تنخ، مزامیر و همچنین کتاب مقدس عهد جدید بدان اشاره شده و بنا به انجیل متی و انجیل مرقس یکی از هفت سخن آخر عیسی بر صلیب است.
در زبور داوود، این عبارت، بخش آغاز مزمار ۲۲ است. در کتب عهد جدید، این عبارت گفته‌ای از  ۷ کلام پایانی مسیح است که در بیش از یک انجیل معتبر ذکر شده است.
در انجیل متی عبارت با تلفظ زبان یونانی کوینه به‌صورت Ἠλί, Ἠλί, λεμὰ σαβαχθανί نوشته شده و در انجیل مرقس با اندکی تفاوت در نحوهٔ نگارش به‌صورت 
Ἐλωΐ, Ἐλωΐ, λαμὰ σαβαχθανί آمده است. تفاوت اصلی در دو کلمه نخست است که یکی Eli و دیگری Eloi نوشته‌اند. واژهٔ σαβαχθανί نیز نویسه‌گردانی یونانی از زبان آرامی است و واژهٔ «שבק» در این زبان به‌معنای «رهاکردن / به‌حال خود واگذاشتن» است. البته اولی از «لِما» و دومی از «لَما» استفاده کرده‌اند. 
در هر صورت، می‌توان گفت که هر دو روایت ریشه در زبان آرامی دارند تا زبان عبری؛ چرا که فعل «שבק» (šbq) به معنای «ترک کردن» فقط در زبان آرامی موجود است. همچنین واژه‌ای که برای «خدای من» در  انجیل مرقس استفاده شده (Ἐλωΐ = اِلویی) با واژه آرامی «الهی» (elāhī) مطابقت دارد. واژه‌ای که در انجیل متی برای «خدای من» استفاده شده (Ἠλί = ایلی‌) بیشتر با واژه «אלי» در نسخهٔ اصلی مزامیر عبری تطابق دارد، اما باید توجه کرد که این شکل از نگارش هم به‌فور در زبان آرامی یافت می‌شود.

## نحوه روایت در کتب عهد جدید
انجیل متی ۲۷:۴۶:
حوالی ساعت نهم، مسیح با صدای بلند فریاد زد و گفت: «ایلی‌، ایلی‌، لِما سَبَقْتَنی؟» که یعنی «خدای من، خدای من، چرا مرا به‌حال خود رها کردی؟»
انجیل مرقس ۱۵:۳۴:
و در ساعت نهم با صدای بلند فریاد زد «اِلويی‌، اِلويی‌، لَما سَبَقْتَنی؟» که یعنی «خدای من، خدای من، ز چه رو مرا رها کردی؟»